# Carcinops collaris
Carcinops collaris är en skalbaggsart som beskrevs av Sylvain Auguste de Marseul 1862. Carcinops collaris ingår i släktet Carcinops och familjen stumpbaggar. Inga underarter finns listade i Catalogue of Life.